# Corcoran Gallery of Art

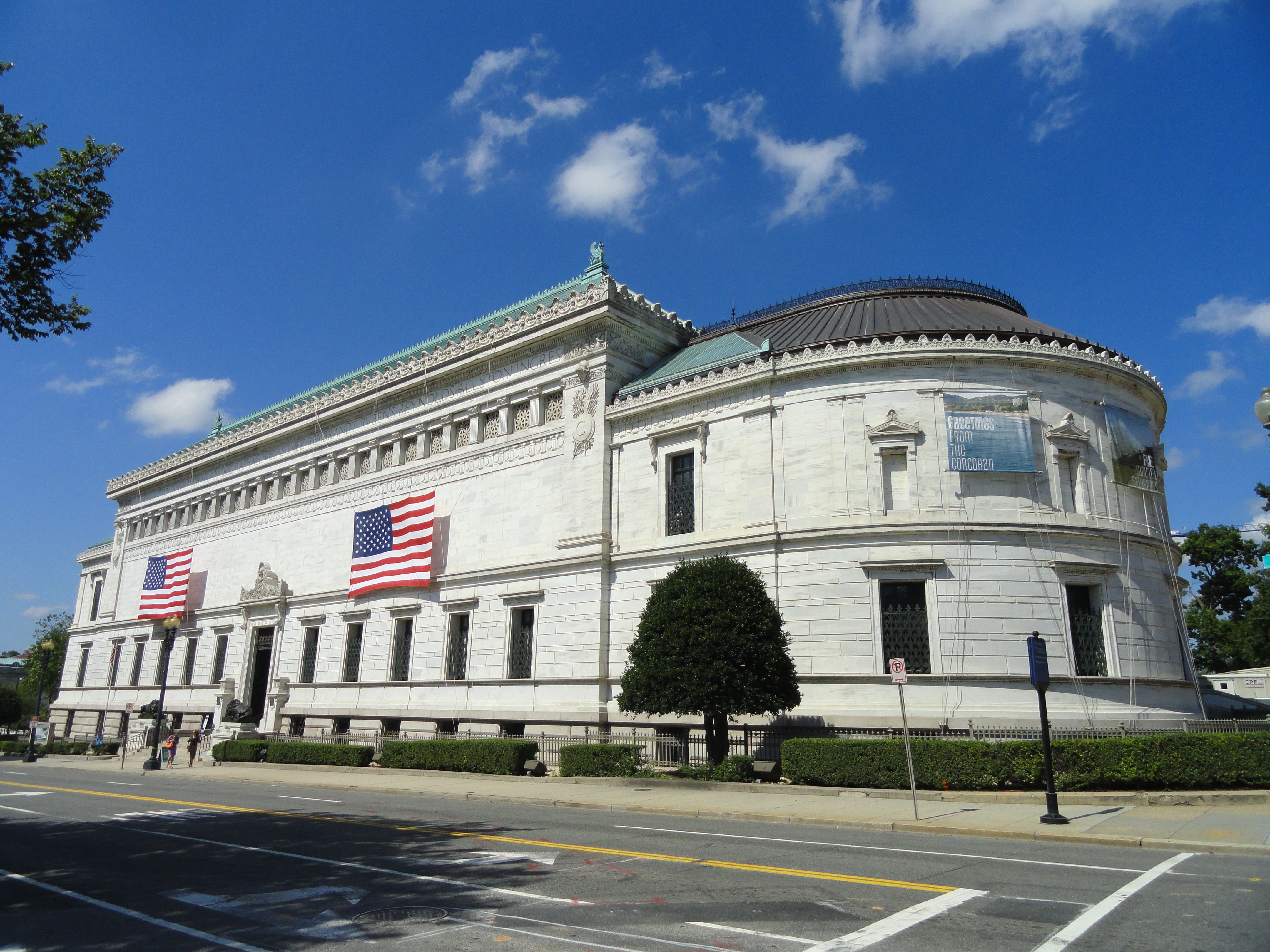
Gebäude nach Entwürfen von Ernest Flagg

Die Corcoran Gallery of Art war ein privates Kunstmuseum in Washington, D.C., deren Sammlung 2014 in die National Gallery of Art überführt wurde. Dem Museum war eine Kunsthochschule angeschlossen, deren Bildungsprogramm von der Corcoran School of Art and Design weitergeführt wird.

## Museum
Die Dauerausstellung umfasste Werke von Rembrandt van Rijn, Eugène Delacroix, Edgar Degas, Thomas Gainsborough, John Singer Sargent, Claude Monet, Pablo Picasso, Edward Hopper, Willem de Kooning, Joan Mitchell und Gene Davis. Ebenso fanden wechselnde temporäre Ausstellungen in der Galerie statt, vorwiegend zeitgenössische Kunst im zweiten Stockwerk. Die Corcoran Galerie war das älteste Kunstmuseum in Washington D.C.
1869 wurde die Galerie von William Wilson Corcoran gegründet. Anfangs befand sich das Museum an der 17th Street und Pennsylvania Avenue in dem Gebäude, das heute die Renwick Gallery beherbergt. 1897 war der Museumsbestand so groß geworden, dass ein neues größeres Gebäude an der 17th Street und New York Avenue erforderlich wurde. Gestaltet wurde das neue Museumsgebäude von Ernest Flagg in Beaux-Arts-Architektur. Nach finanziellen Schwierigkeiten übernahm 2014 die National Gallery of Art den Sammlungsbestand. Das Bildungsprogramm wurde von der George Washington University übernommen und dort als Corcoran School of Art and Design weitergeführt. Nach Renovierungsarbeiten soll das Gebäude der bisherigen Corcoran Gallery of Art überwiegend zu Bildungszwecken genutzt werden. Von vormals 20 Galerieräumen sollen der National Gallery of Art neun Räume für Ausstellungen zur Verfügung gestellt werden.